# Полет 163 на „Саудиа“
Полет 163 на „Саудиа“ е редовен пътнически полет на „Саудиа“, който излита от летище „Куейд-Е-Азам“ в Карачи, Пакистан, за летище „Кандара“ в Джида, Саудитска Арабия, през международното летище „Рияд“ в Рияд, Саудитска Арабия. След излитане от международното летище „Рияд“ (сега въздушна база „Рияд“) на 19 август 1980 г. самолетът се запалва. Въпреки че „Локхийд L-1011 Трайстар“ прави успешно аварийно кацане в Рияд, екипажът не успява да извърши аварийна евакуация на самолета, което довежда до смъртта на всички 287 пътници и 14 членове на екипажа на борда на самолета поради вдишване на отделения при горенето дим.
Седем минути след началото на полета от Рияд екипажът получава предупреждения за дим от товарното отделение и малко след това капитан Ал-Хувайтер решава да се върне на летището. На борда е обявена извънредна ситуация, но въпреки това самолетът каца в края на пистата, което довежда и до излизане на машината от нея. Летищната противопожарна спасителна техника тръгва към горящия самолет, но при пристигането ѝ се установява, че двата двигателя, монтирани на крилата, все още работят, което пречи да се отворят вратите. 23 минути след спирането на двигателите спасителите успяват да отворят втората врата от дясната страна, но 3 минути по-късно вътрешността на самолета избухва и е унищожена от пожара.
Не е известно защо капитанът не успява да евакуира самолета. Доклади посочват, че екипажът не успява да накара вратите да се отворят навреме и че повечето пътници и стюардеси са неспособни по време на кацане да направят това или не се опитват да отворят вратата на движещия се самолет. Машината остава под налягане по време на кацането, тъй като системата за херметизация на кабината е в режим на готовност и двата херметизационни люка са почти напълно затворени. Екипажът е открит все още по местата си, а всички жертви са намерени в предната половина на фюзелажа. Всички те умират от вдишване на дим, а не от изгаряния, което показва, че смъртта им настъпва много преди вратата да бъде отворена.
Разследването разкрива, че пожарът започва в задното товарно отделение. Саудитски служители откриват два газови котлона в изгорелите останки от самолета и използван пожарогасител близо до една от тях. Първоначално се смята, че пожарът започва в пътническата кабина, когато пътник използва котлон за загряване на вода за чай. Разследването обаче не намира доказателства в подкрепа на тази теория. След събитието авиокомпанията преразглежда процедурите си за обучение в извънредни ситуации и прави някои структурни промени по самолета.